# Dżabbor Rasulow
Dżabbor Rasulowicz Rasulow (tadż. Ҷаббор Расулович Расулов, ur. 10 lipca 1913 w Chodżencie, zm. 4 kwietnia 1982 w Duszanbe) – radziecki i tadżycki polityk, premier Tadżyckiej SRR w latach 1946–1955, I sekretarz KC Komunistycznej Partii Tadżykistanu w latach 1961–1982, Bohater Pracy Socjalistycznej (1981).
W 1934 ukończył Środkowoazjatycki Instytut Bawełny, w latach 1934–1938 pracował w różnych stanicach, 1938–1941 kierownik wydziału i zastępca ludowego komisarza rolnictwa Tadżyckiej SRR, od 1939 w partii komunistycznej. W latach 1941–1945 pełnomocnik Ludowego Komisariatu Rolnictwa ZSRR w Tadżyckiej SRR, 1945–1946 ludowy komisarz rolnictwa Tadżyckiej SRR; w 1946 Ludowy Komisariat przemianowano na ministerstwo. Od kwietnia 1946 do 27 marca 1955 premier Tadżyckiej SRR, 1955–1958 I zastępca ministra rolnictwa ZSRR, 1958–1960 sekretarz KC Komunistycznej Partii Tadżykistanu (KPT). 1960-1961 ambasador ZSRR w Togo. Od 12 kwietnia 1961 do śmierci I sekretarz KC KPT. W latach 1961–1982 był równocześnie członkiem KC KPZR. Deputowany do Rady Najwyższej ZSRR oraz Rady Najwyższej Tadżyckiej SRR od 2 do 10 kadencji.

## Odznaczenia
- Medal Sierp i Młot Bohatera Pracy Socjalistycznej (26 lutego 1981)
- Order Lenina (dziewięciokrotnie – 1944, 1946, 1948, 1949, 1954, 1957, 1963, 1973, 1981)
- Order Rewolucji Październikowej (27 sierpnia 1971)
- Order Wojny Ojczyźnianej II klasy (2 stycznia 1945)
- Order Czerwonego Sztandaru Pracy (trzykrotnie – 1939, 1965 i 1976)

I wiele medali.